# Urenui
Urenui is een plaats in de regio Taranaki op het Noordereiland van Nieuw-Zeeland. De plaats ligt aan de weg State Highway 3. De plaats ligt in de buurt van de oever van de noord Taranki baai. Op 13 kilometer ten oosten van Urenui ligt de plaats Waitari en 6 kilometer ten zuidwesten van de plaats ligt Timi. De Urenui rivier stroomt bij de plaats uit in de Noord Taranki baai.
Ongeveer 3 kilometer ten oosten van de plaats ligt de Urenui marae, de enige overgebleven marae in de maori iwi Ngāti Mutanga. 
De stad had in 2006 429 inwoners, een verhoging van 6 in vergelijking met 2001.